# Punta Gastaldi
La Punta Gastaldi è una montagna delle Alpi Cozie alta 3.214 m (3.210 m secondo la cartografia francese IGN).
Si trova sulla cresta nord del gruppo del Monviso, a poca distanza dalla linea di confine tra Italia e Francia; la vetta rimane completamente in territorio italiano.
Dalla Punta Gastaldi ha inizio la dorsale del Monviso, che si sviluppa interamente in territorio italiano.

## Caratteristiche
La montagna è facilmente riconoscibile da lontano per la sua tipica forma tondeggiante, che risalta a nord del Visolotto.
Sul lato orientale, la montagna ha una forma generale a cupola, che le dà il profilo tondeggiante. Questa cupola è delimitata alla base da una serie di paretine subverticali. Il versante occidentale invece è costituito da pareti rocciose subverticali, dall'andamento generale in pianta circa rettilineo.
A Sud la montagna è delimitata dalla profonda incisione del Passo Due Dita; tra la cresta principale della Punta Gastaldi ed il passo si eleva la Punta Due Dita, che prende il nome dalla sua conformazione particolare. A Nord la montagna si abbassa con andamento tondeggiante fino alla poco evidente incisione del Passo Giacoletti; la cresta poi procede circa a livello verso la Punta Roma.
La Punta Gastaldi si trova all'incrocio di tre valli:
- ad Est, la Valle Po
- a Nord-Ovest, la Valle del Guil
- a Sud-Ovest, il Vallone di Vallanta, ramificazione della Valle Varaita

Il confine di Stato con la Francia, che segue la cresta settentrionale del Monviso, si distacca da questa direzione in prossimità della Punta Gastaldi, per piegare decisamente verso Ovest e seguire invece la cresta che, dal sottostante Passo di Vallanta, raggiunge il Colle dell'Agnello. Come conseguenza, la vetta si trova interamente in territorio italiano.
La prima ascensione alla vetta si deve al Rev. William Auguste Coolidge ed alla guida Christian Almer figlio, che raggiunsero la vetta per la via normale il 16 agosto 1884. I due peraltro credettero di aver raggiunto il Viso di Vallanta.
In seguito la punta fu dedicata a Bartolomeo Gastaldi, geologo, appassionato di montagna e cofondatore con Quintino Sella del Club Alpino Italiano.
Dal punto di vista geologico, la montagna, come tutta la cresta Nord del gruppo del Viso, appartiene alla serie a facies piemontese del Trias-Giura (zona delle pietre verdi di Gastaldi): in particolare, è costituita da rocce eruttive effusive (prasiniti, anfiboliti, eclogiti).

## Accesso alla vetta

### Via normale

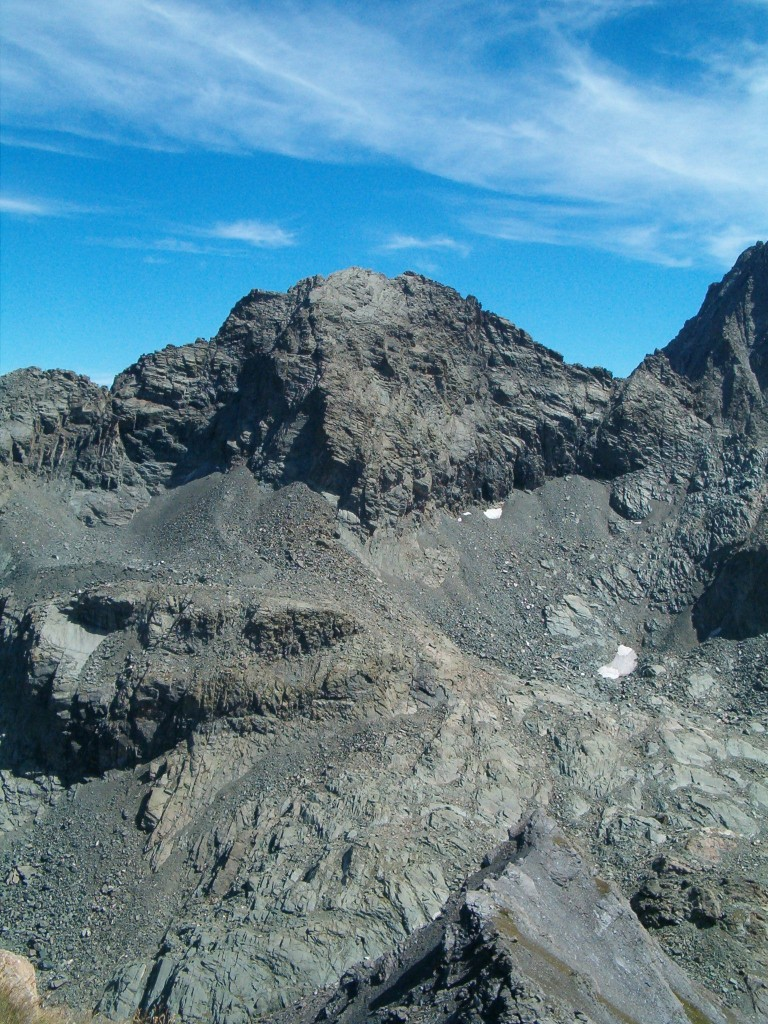
Il versante occidentale di Punta Gastaldi (via normale) visto dal monte Losetta.

La via normale alla Punta Gastaldi si sviluppa sulla cresta ovest-sud-ovest. Si tratta di una via con difficoltà di II grado, variamente valutate comunque dai diversi autori. La difficoltà complessiva della via è anche valutata diversamente da diversi autori. La Guida dei monti d'Italia la valuta F+; il Parodi la valuta PD-; secondo gli alpinisti del Gruppo Alpinistico Villarfocchiardese (GAV), la difficoltà generale è PD. Si tratta comunque di una via con difficoltà alpinistiche, che richiede adeguata attrezzatura (corda, moschettoni, imbrago, caschetto).
La via viene raggiunta dal Passo di Vallanta, risalendo verso Est su massi e detriti fino alla base delle paretine che delimitano ad Ovest la cupola sommitale. Si risale un diedro aperto lungo una cinquantina di metri, a pendenza costante di circa 60 gradi e difficoltà continua di II grado, fino alla sommità della cresta OSO, che si scavalca con un passo di II-II+; da lì si continua verso la vetta seguendo tracce di sentiero.
Il Passo di Vallanta può essere raggiunto da Castello (Pontechianale) attraverso il Vallone di Vallanta; da Chianale attraverso il Vallone di Soustra ed il Passo della Losetta; o dal Rifugio Viso in Francia. Punti di appoggio sono il suddetto Rifugio Viso e, in Italia, il Rifugio Vallanta.

### Altre vie
È possibile accedere alla vetta seguendo le creste Est e Sud-Sud-Est. Questa via, percorsa per la prima volta da Pompeo Viglino e dalla guida Claudio Perotti il 3 settembre 1907, ha una difficoltà complessiva valutata in AD. Si tratta di una via che si sviluppa parzialmente in un canale nevoso, per il quale sono necessari piccozza e ramponi.
Dalla Valle Po si risale fino alla base del canalone nevoso che scende dal Passo Due Dita; lo si risale fino a un prato inclinato sulla destra, che conduce alla base della cresta Est. Da qui si comincia l'arrampicata, guadagnando la sommità della cresta e risalendola, aggirando alcuni spuntoni, fino ad incontrare la cresta SSE, che si risale, aggirando anche qui i torrioni di maggiori dimensioni, fino a raggiungere la vetta.
Per questo itinerario i punti d'appoggio sono i rifugi Sella e Giacoletti.